# Erp (Pays-Bas)
Pour les articles homonymes, voir Erp.
Erp est un bourg situé dans la commune néerlandaise de Meierijstad, dans la province du Brabant-Septentrional. Le 1er janvier 2015, le bourg comptait 6 743 habitants. Erp est situé entre deux grandes villes, Bois-le-Duc et Eindhoven.
Le 1er janvier 1994, la commune d'Erp est rattachée à la commune de Veghel.
Le 1er janvier 2017, la commune de Veghel est rattachée à la commune de Meierijstad.

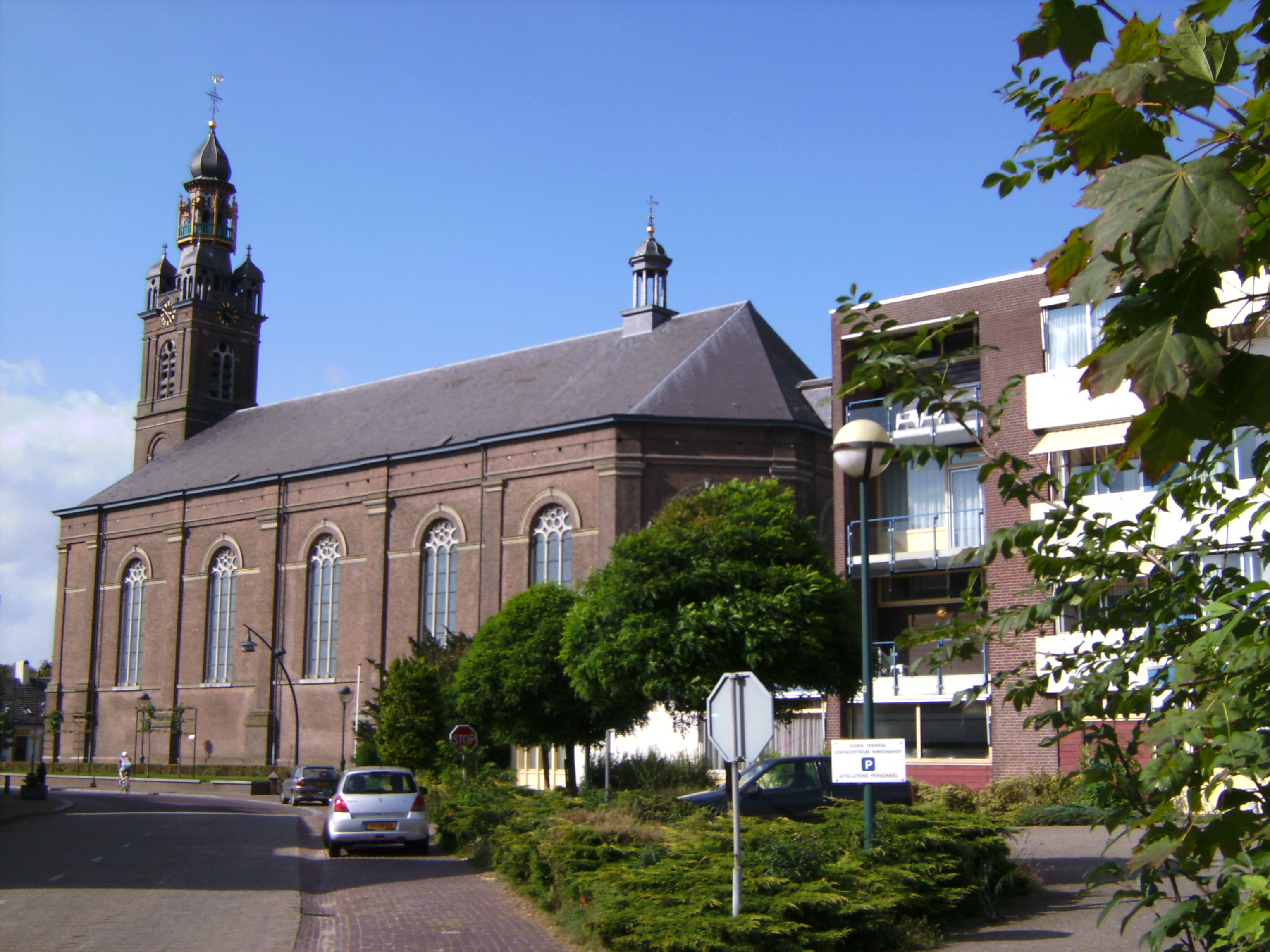
Église Saint-Servatius, construit par A. van Veggel en 1843-44, classé monument national depuis 1972.
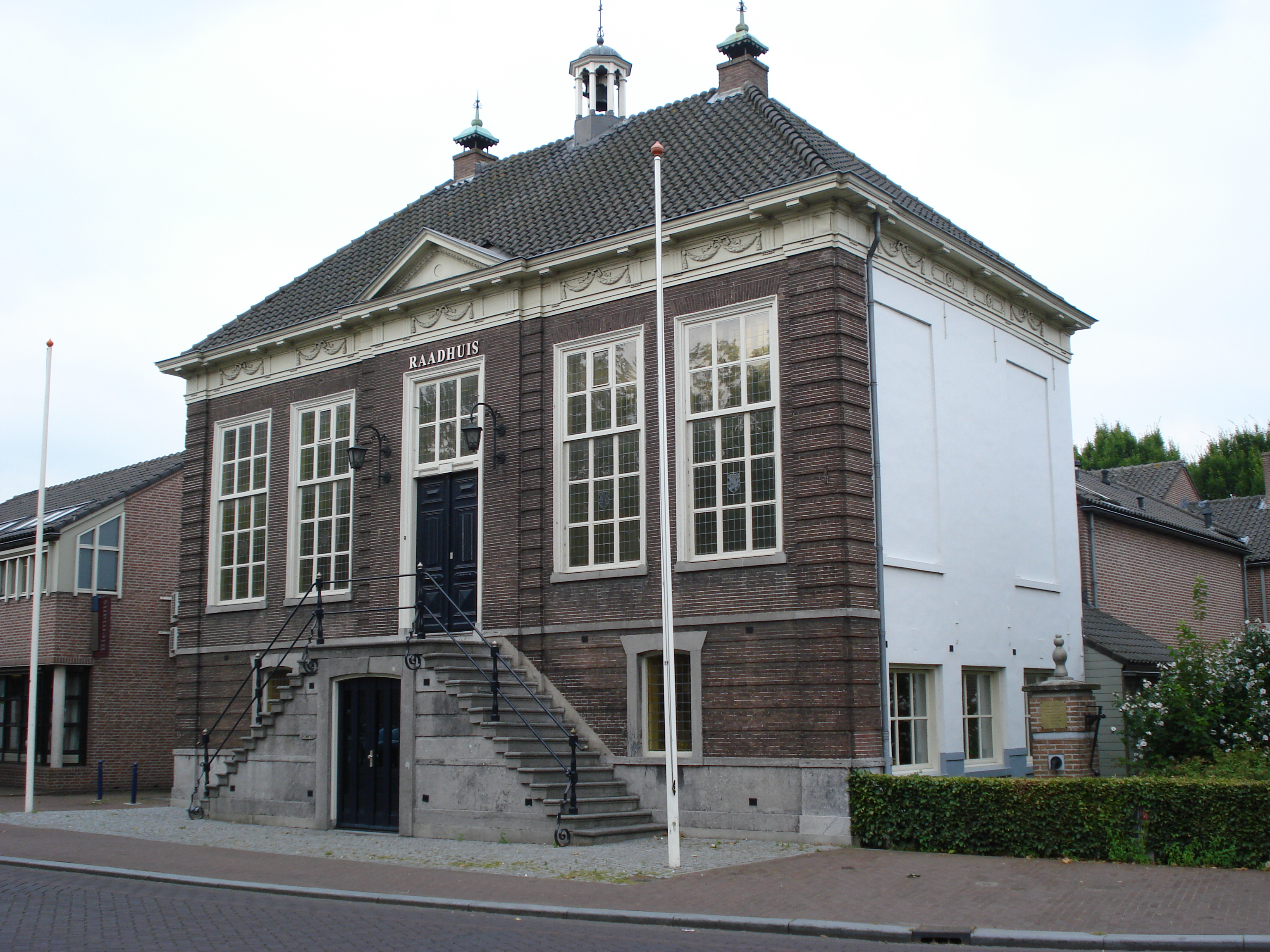
Ancien Hôtel de ville d'Erp, construit par Verhees en 1791, classé monument national depuis 1973.

## Personnalités liées à Erp
- Rein van Lieshout, boxeur néerlandais
- Anky van Grunsven, cavalière néerlandaise de dressage
- Mark van den Berg, architecte

## Sources
- Cet article est partiellement ou en totalité issu de l'article intitulé « Erp (Brabant-Septentrional) » (voir la liste des auteurs).